# Filth (Swans)
Filth è il primo album discografico in studio del gruppo musicale statunitense Swans, pubblicato nel 1983.

## Tracce
Side A
1. Stay Here – 5:44
2. Big Strong Boss – 3:07
3. Blackout – 3:49
4. Power for Power – 6:03

Side B
1. Freak – 1:15
2. Right Wrong – 4:48
3. Thank You – 3:56
4. Weakling – 5:30
5. Gang – 3:20

## Formazione
- Michael Gira - voce, basso
- Norman Westberg - chitarra
- Harry Crosby - basso
- Roli Mosimann - batteria, percussioni
- Jonathan Kane - batteria, percussioni